# Fjällkrokspindel
Fjällkrokspindel (Drepanotylus borealis) är en spindelart som beskrevs av Holm 1945. Fjällkrokspindel ingår i släktet Drepanotylus och familjen täckvävarspindlar. Arten är reproducerande i Sverige. Inga underarter finns listade i Catalogue of Life.